# Krzyż Wielkopolski
Krzyż Wielkopolski je město ve Velkopolském vojvodství v Polsku. Je sídlem městsko-vesnické gminy Krzyż Wielkopolski v okrese Czarnków-Trzcianka. V roce 2017 zde žilo 6 222 obyvatel.